# Désirs volés
Pour plus de détails, voir Fiche technique et Distribution.
Désirs volés (盗まれた欲情, Nusumareta yokujō) est un film japonais réalisé par Shōhei Imamura, sorti en 1958.
Il s'agit du premier film réalisé par Imamura.

## Synopsis
Dans un quartier populaire d'Osaka, une troupe de kabuki se voit contrainte pour faire venir le public et survivre de proposer des strip-teases en première partie. Mais lorsque le théâtre ferme, la troupe, fragilisée par des conflits amoureux et pécuniaires, est obligée de prendre la route.

## Fiche technique
- Titre : Désirs volés
- Titre original : 盗まれた欲情 (Nusumareta yokujō?)
- Réalisation : Shōhei Imamura
- Scénario : Hisashi Yamanouchi (ja) (crédité sous le nom de Toshirō Suzuki), d'après un roman de Tōkō Kon
- Photographie : Kuratarō Takamura
- Musique : Toshirō Mayuzumi
- Décors : Kimihiko Nakamura
- Société de production : Nikkatsu
- Pays de production :  Japon
- Langue originale : japonais
- Format : noir et blanc - 2,35:1 - 35 mm - son mono
- Genre : comédie dramatique
- Durée : 92 minutes
- Dates de sortie :
  - Japon : 20 mai 1958[1]

## Distribution
- Hiroyuki Nagato : Shin'ichi Kunida
- Yōko Minamida : Chidori Yamamura
- Osamu Takizawa : Taminosuke Yamamura
- Michie Kita (ja) : Chigusa Yamamura
- Shin'ichi Yanagisawa (ja) : Eizaburo Yamamura
- Kō Nishimura : Kanji Takada
- Hayao Takamura : Eisuke Kato
- Shōjirō Ogasawara : Tominachiro Kobayashi
- Rusei Itō : Senta
- Nobuo Kawakami : policier
- Kimiko Nanazato : Sayoko
- Shōichi Ozawa : Toshiro
- Ryoko Sakai : Kazuko
- Aomi Shiba : Reiko
- Kin Sugai : Osen Yamamura
- Toyoko Takechi : Osan
- Masako Urushizawa : Midori
- Miyoko Yokoyama : Otome